# José Gregorio Camero
José Gregorio Camero (c. 1962) es un periodista venezolano. Carnero fue detenido tras retirarse de una manifestación en el estado Guárico, en rechazo a los resultados anunciados por el Consejo Nacional Electoral en las elecciones presidenciales de Venezuela de 2024, cuando su vehículo fue interceptado por fuerzas de seguridad, y fue acusado de terrorismo el 6 de agosto.

## Detención
Carnero ha dedicado toda su carrera al periodismo, estando involucrado en el activismo político con el partido Acción Democrática en los últimos años. Fue detenido después de retirarse de una manifestación en el estado Guárico en rechazo a los resultados anunciados por el Consejo Nacional Electoral en las elecciones presidenciales de Venezuela de 2024, cuando su vehículo fue interceptado por fuerzas de seguridad.
El 6 de agosto fue presentado ante un tribunal especial con competencia en terrorismo, siendo imputado por delitos de terrorismo.Posteriormente fue trasladado desde Valle de la Pascua a instalaciones de la policía científica del CICPC en San Juan de los Morros. Los periodistas Yousner Alvarado, Paul León y Deisy Peña también fueron imputados por delitos de terrorismo.El Sindicato Nacional de Trabajadores de la Prensa de Venezuela (SNTP) también ha denunciado que tanto a Gregorio Carnero como a León se les ha impedido la juramentación de una defensa privada.
El Comité para la Protección de los Periodistas (CPJ) le pidió a las autoridades venezolanos retirar los cargos de terrorismo contra los periodistas detenidos después de las elecciones presidenciales en el país.